# Adenandra uniflora
Adenandra uniflora là một loài thực vật có hoa trong họ Cửu lý hương. Loài này được (L.) Willd. mô tả khoa học đầu tiên năm 1809.